# Tom (historieta)
Tom es una serie de historietas del autor español Daniel Torres, luego adaptada a serie de dibujos animados. Tom es un dinosaurio de color amarillo que se desplaza por el mundo propulsando su isla móvil con su gigantesca cola.

## Trayectoria editorial
Tras crear en 1995 al dinosaurio Tom para un libro de cuentos, Daniel Torres exporta el personaje al mundo del cómic a través de la publicación infantil El pequeño país, logrando un gran éxito, sobre todo en Japón.
En 2000, Norma Animation y Cromosoma en colaboración con European Broadcasting Union iniciaron la producción de la serie de animación basada en sus aventuras, en la que Daniel Torres participó como director artístico. Sus historietas pasaron ese mismo año a la revista ¡Dibus!.
Actualmente, Daniel Torres continúa creando álbumes del dinosaurio Tom, de los que se han publicado hasta ahora los siguientes:
- Tom (1995) (ISBN 84-7904-244-3)
- Tom en Los Ángeles (1999) (ISBN 84-7904-886-7)
- Las aventuras de Tom (2000) (ISBN 84-8431-202-X)
- Tom, tu gran amigo: ¡Descubre el carnaval! (2004) (ISBN 84-96415-88-0)
- Tom, tu gran amigo: ¡Juega al fútbol! (2004) (ISBN 84-96415-86-4)
- Tom en París (2005) (ISBN 84-96415-89-9)
- Las aventuras de Tom 2 (2005) (ISBN 84-9814-051-X)

La serie de dibujos animados, con 26 episodios, se estrenó en Cannes en 2004.